# Rhamphomyia gibba
Rhamphomyia gibba är en tvåvingeart som först beskrevs av Fallen 1816.  Rhamphomyia gibba ingår i släktet Rhamphomyia och familjen dansflugor. Arten är reproducerande i Sverige. Inga underarter finns listade i Catalogue of Life.